# KVSIF
KVSIF, utläst Konglig V-sektionens Spexeri Idkare Förbund, grundades 1944 och har sedan dess kontinuerligt skrivit och framfört spex vid Kungliga Tekniska högskolan, totalt ett 70-tal. En komplett lista på alla framförda spex finns på förbundets hemsida. Efter ett kortare uppehåll under senare delen av 60-talet och början av 70-talet nystartade KVSIF med sin verksamhet 1974 och har sedan dess framför ett spex varje år, med undantag för 2020 och 2021, då coronapandemin tvingade föreningen att ställa in sina föreställningar.
KVSIF hade tidigare sin hemvist i sektionen för Väg- och vattenbyggnad, men efter en reform i början av 2000-talet då denna sektion slogs ihop med sektionen för Lantmäteri är KVSIF nu en del av studentverksamheten på Samhällsbyggnadssektionen.
KVSIF har en stödförening som heter sKVSIFg, samfundet KVSIF:s gynnare, som samlar tidigare medlemmar i KVSIF. Med ojämna mellanrum träffas nya och gamla spexare för att umgås och många teknologer knyter på detta sätt viktiga kontakter inför arbetslivet.

## Spex genom tiderna

### Förhistorisk tid
| - 1942 - Oscar på den gamla goda tiden - 1943 - Prinsessan av Integralien - 1943 - Grönköping i helg och söcken - 1943 - Polarforskarens Waterloo |

### Antik tid
| - 1944 - Jultomtemästerskapen - 1944 - Frankenstein och Varulven - 1944 - Kan ni sova kan ni också räkna - 1945 - Blodiga borgen | - 1946 - Dr Nypenholm - 1947 - Enleveringen ur Seraljen - 1948 - Babbel Babbel - 1949 - Rödluviana |

### Medeltid
| - 1949 - Tomtespex - 1951 - Fjuttar Tandglugg eller Som man fjuttar får man ligga - 1952 - Riddaren och Jungfrun - 1952 - Isabella (Kårspex) - 1952 - Visa solsidan | - 1953 - Das Gelt Reigert die Welt eller Dansen kring guldkalven - 1955 - Kungalek eller Spelet om en krona - 1959 - Julianus avfällingen - 1959 - Why King, Leiph? |

### Nyare tid
| - 1961 - Castrato eller Ombyte förnöjer - 1962 - Ane hin Gamgle (Kårspex) - 1963 - Swän e du va eller Fänrik Ståls sängnummer | - 1964 - Filip II eller Damen på Kungen - 1965 - Stenkil eller Hur man blir hård i magen utan att egentligen anstränga sig - 1966 - Chou-Han utan land, eller Mao Fare Lady eller Kejsaren av Kina tycker inte om t (Kårspex) |

### Modernare tid
| - 1974 - Adolf Fredrik eller Semlaspelet - 1975 - Anna av Österrike eller Gul i London - 1976 - Nero eller Se Rom och kola - 1977 - Harald Blåtand eller En Fjäder i halsen - 1978 - Richard Lejonhjärta eller Nyfiken grön - 1979 - Christian II eller Röda torget - 1980 - Iai Kahn eller Svart på vitt - 1981 - Cleopatra eller En bror för mycket | - 1982 - Gustaf III eller Pippi på rymmen - 1983 - Oscar II eller Inte nationalen - 1984 - Agamemmon eller Pilivaden - 1985 - Macbeth eller Wich Witch is Which - 1986 - Karl XII eller Knäppt med knappen - 1987 - Nikolaus eller Rubel i busken - 1988 - Leopold eller Vitt Afrika - 1989 - Henrik VIII eller En plats i kjolen | - 1990 - Ludvig I eller Asar finns dom? - 1991 - Napolion Bonaparte eller Inget Äss i armén, men kort i rocken - 1992 - Isabella I eller King Edward eller Vilse i pannkakan - 1993/1994 - Den heliga Birgitta eller Ett himla liv - 1994/1995 - Slaget vid Marathon eller Oss emellan - 1995/1996 - Baltzar von Platen eller Blå Band en riktigt soppa - 1996/1997 - Copernicus eller jorden är platt som en pan pizza - 1997/1998 - Gustave Eiffel eller Vem van Gogh? | - 1998/1999 - Jeriko eller Nu är det fara och färde eller På Västbanken intet nytt - 1999/2000 - Oden vs Jesus eller vem ska man tro på? - 2000/2001 - Atlant is eller Vad sänkte egentligen Titanic? eller Vems är termiterna? - 2001/2002 - Maria Theresia eller Segregeringen i Seraljen eller Från alptopp till turkpop - 2002/2003 - Madame Butterfly eller Maid in Japan - 2003/2004 - Röda rummet eller Gröna fén - 2004/2005 - Sokrates eller Vem har svaren när han ställer frågorna? - 2005/2006 - På spåret eller Ett mål och tolv cocktails i bistron |

### Samtid
| - 2006/2007 - Brottsvåg eller Cooks i lasten - 2007/2008 - Först till månen eller Om Lopp i rymden - 2008/2009 - Den siste Kalifen eller Faller en faller Alla(h) - 2009/2010 - Digerdöden eller Italienska för nysörjande |

### En ny era
| - 2010/2011 - Utvandrarna eller från Small land till Stormakt - 2011/2012 - Muren eller De De äR ingen tur-ism - 2012/2013 - Shakespeare eller en dramatisk transformation - 2013/2014 - Varvet eller ett skepp för historieböckerna - 2014/2015 - Pandoras ask eller Polis, polis Fetagris | - 2015/2016 - Tystnad! Tagning! eller väldens billigaste storbudgetfilm - 2016/2017 - Skotten i Sarajevo! - 2017/2018 - Brottsvågen eller Stockholmssyndrånet - 2018/2019 - Pang i bygget eller när allt gick snett |

### Ragnarök
| - 2019/2020 - Röda Tråden eller den Spindustriella revolutionen (Visades aldrig på grund av coronapandemin) |

### Post-apokalypsen
| - 2021/2022 - Hem till Midgård eller torsdag hela veckan - 2022/2023 - Roast på Rushmore eller Britter brygger te i USA - 2023/2024 - En himmelsk otur eller Ett spel för galleriet - 2024/2025 - Ett Gudomligt Triangeldrama eller Antikens Grease |

### Dessutom
| - Den sköna Lucretia (okänt ursprung) - Sköna Helena går igen (okänt ursprung) - 1985 - Tegeltrallen eller Kärlek och snus – ett pilsnerspex (I samarbete med sKVSIFg vid V-sektionens 75-årsjubileum) - 1990 - ACCESS-spex (I samarbete med oss själva på beställning) - 1990 - Jubelspex (I samarbete med oss själva men på beställning) |